# 김초희 (영화 감독)
김초희(1975년 ~ )은 대한민국의 영화 감독, 영화 프로듀서이다. 2007년 《밤과 낮》을 시작으로 홍상수 감독의 작품에 프로듀서로 참여하였다. 2011년 단편 영화 〈겨울의 피아니스트〉를 시작으로 감독을 맡기 시작했고, 2020년 첫 장편 영화 《찬실이는 복도 많지》가 개봉하였다. 본명은 김경희이며, '김초희'는 영화 감독으로 일할 때의 이름이다.

## 연출 작품 목록
- 하하하(2010) …제작
- 옥희의 영화(2010) …제작
- 겨울의 피아니스트(2011) …감독, 각본
- 북촌방향(2011) …제작
- 다른 나라에서(2012) …제작
- 누구의 딸도 아닌 해원(2012) …제작
- 우리순이(2013) …감독, 각본, 주연
- 우리 선희(2013) …제작
- 지금은맞고그때는틀리다(2015) …제작
- 산나물 처녀(2016) …감독
- 찬실이는 복도 많지(2020) …감독, 각본

## 수상
- 2020년 제7회 한국영화제작가협회상 (찬실이는 복도 많지)
- 2021년 제8회 들꽃영화상 대상 (찬실이는 복도 많지)
- 2022년 제20회 디렉터스 컷 어워즈 올해의 비전상 (찬실이는 복도 많지)